# 德廷根

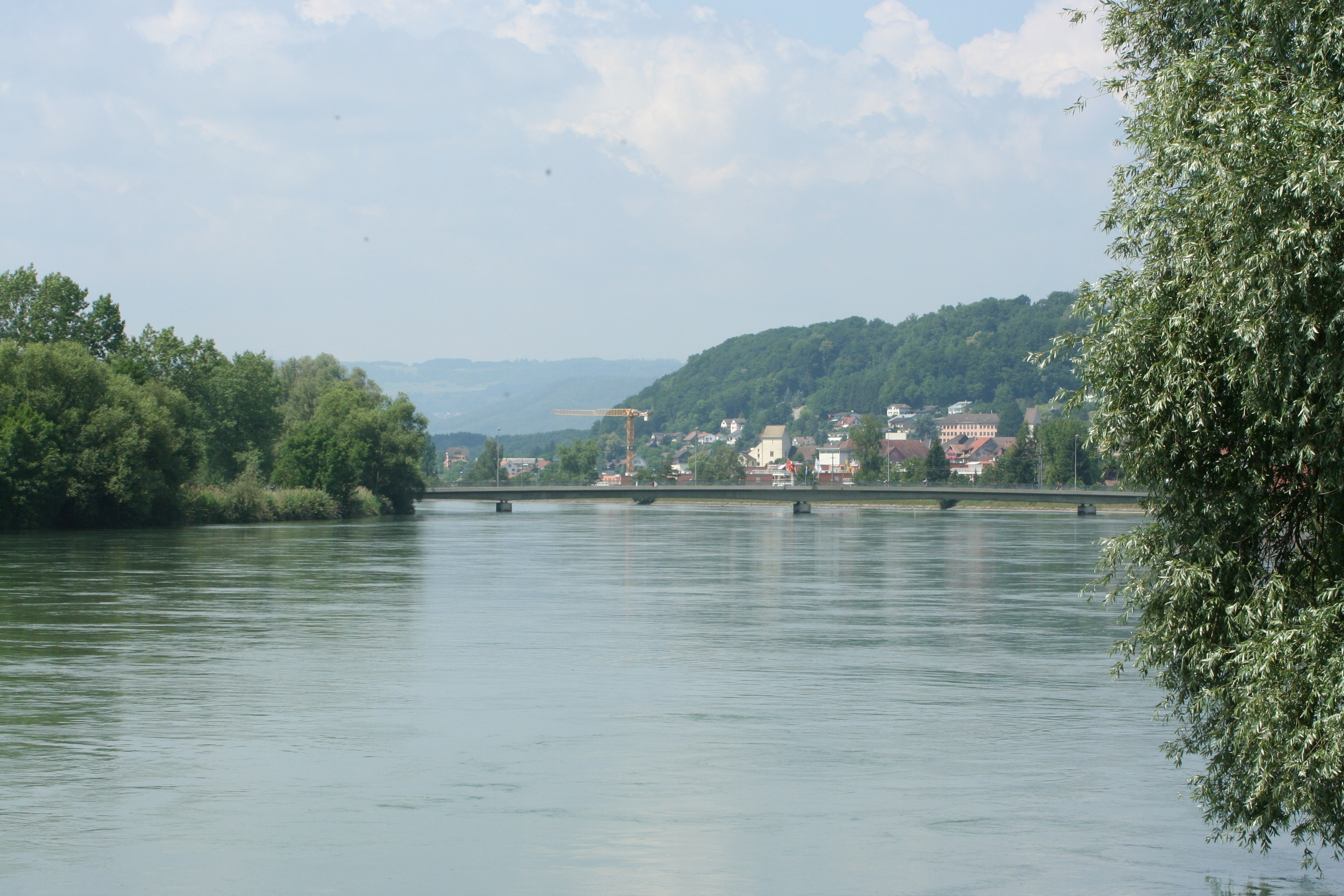

德廷根是瑞士的城鎮，位於該國北部，由阿爾高州負責管轄，面積6.92平方公里，海拔高度328米，2012年人口3,718，六成人口信奉羅馬天主教，人口密度每平方公里537人。